# Ambatomanga (Arivonimamo)
Pour les articles homonymes, voir Ambatomanga.

Ambatomanga est une commune urbaine située dans la Province de Tananarive, au centre du Madagascar. Elle est située au nord d'Ambohitrambo.

## Économie
Cette commune est productrice d'ananas et de légumes.